# Defence of the Realm
Defence of the Realm is een Britse politieke thriller uit 1985 onder regie van David Drury, met in de hoofdrollen Gabriel Byrne, Greta Scacchi en Denholm Elliott. Het verhaal is gebaseerd op het waargebeurde Britse spionageschandaal dat bekendstaat als de Profumo-affaire.

## Verhaal
Dennis Markham, een vooraanstaand Brits parlementslid, zou volgens een Londense krant zijn gezien bij het verlaten van het huis van een vrouw op dezelfde avond dat ze bezoek kreeg van een militair attaché uit Oost-Duitsland. Het vermoeden bestaat dat het een KGB-agent is en Markhams loyaliteit aan zijn land wordt in twijfel getrokken.
Krantenreporters Vernon Bayliss, Nick Mullen en Jack Macleod onderzoeken de zaak. Bayliss wordt naar Markhan gestuurd voor een interview in verband met de Duitse agent, waar Markhan zelfs niets van blijkt te weten. Mullen interviewt Nina Beckman, Markhams secretaresse, en spreekt vervolgens met Markhams vrouw, waarbij hij zich aanvankelijk voordoet als politieagent.
Wanneer het artikel van Mullen in de kranten en op televisie komt onder de titel "De Markham-affaire", wordt Markham door de media opgejaagd en moet hij gedwongen aftreden.
Ondertussen vermoedt Bayliss dat Markham erin is geluisd. Wanneer Bayliss overlijdt aan een vermeende hartaanval in dezelfde nacht dat zijn appartement overhoop gehaald wordt door iemand die niet op geld of waardevolle spullen uit was, vermoedt Mullen dat er iets diepers aan de hand is. Hij breekt in Bayliss' bureau en vindt krantenknipsels en een opname die een ander motief suggereren achter de aanval op Markham. Het onderzoek leidt Markham naar een zwaarbeveiligde, maar ogenschijnlijk onbemande militaire basis die feitelijk wordt beheerd door de Amerikaanse luchtmacht (USAF) nabij het dorp Brandon. Mullen realiseert zich dat de aanwezigheid van de Amerikaanse luchtmacht in het Verenigd Koninkrijk gepaard gaat met kernwapens en Markham lijkt betrokken te zijn bij het streven om het Verenigd Koninkrijk van dergelijke wapens te ontdoen. Dit zou de reden kunnen zijn geweest voor het starten van een moddercampagne.
Met de hulp van Nina Beckman zet Mullen het onderzoek naar de zaak voort, ondanks een inbraak in zijn flat, bewaking en andere pogingen om hem te stoppen. Wanneer hij het verhaal wil publiceren, roept zijn redacteur hem op het matje en zegt dat het een geweldig verhaal is, maar dat ze het niet kunnen publiceren omdat er staatsgeheimen mee gemoeid zijn. Bovendien is de eigenaar van de krant, Kingsbrook, persoonlijk tussen beiden gekomen om de publicatie te verhinderen.
Mullen ontdekt dat de "KGB-agent" in werkelijkheid een Britse agent was, dus vraagt hij de redacteur waar ze de bron vandaan hebben die zei dat het KGB-agent was. Die informatie blijkt van Anthony Clegg te komen. Maar wanneer hij Clegg confronteert, wordt Mullen door twee handlangers meegenomen voor verhoor door hoge functionarissen. Zonder uitleg wordt hij weer op straat gezet en keert hij terug naar zijn geplunderde appartement. Nina arriveert er ook, maar zodra ze naar binnen stapt ontploft er een bom, die hen waarschijnlijk beiden doodt. Ze had het belastende bewijs echter al verstuurd en het verhaal verspreidt zich via de Europese pers over de hele wereld.

## Rolverdeling
| Acteur               | Personage                         |
| -------------------- | --------------------------------- |
| Gabriel Byrne        | Nicholas "Nick" Mullen            |
| Greta Scacchi        | Nina Beckman                      |
| Denholm Elliott      | Vernon Bayliss                    |
| Ian Bannen           | Dennis Markham                    |
| Fulton Mackay        | Victor Kingsbrook                 |
| Bill Paterson        | Jack Macleod                      |
| David Calder         | Harry Champion                    |
| Frederick Treves     | Arnold Reece                      |
| Robbie Coltrane      | Leo McAskey                       |
| Annabel Leventon     | Trudy Markham                     |
| Graham Fletcher-Cook | Micky Parker                      |
| Danny Webb           | Danny Royce                       |
| Prentis Hancock      | Frank Longman                     |
| Mark Tandy           | Philip Henderson                  |
| Oliver Ford Davies   | Anthony Clegg                     |
| George Ellis Jones   | D.C.S. Catterick                  |
| Lyndon Brook         | Pugh                              |
| Philip Whitchurch    | Cuttings Librarian                |
| Laurance Rudic       | Charlie                           |
| James Fleet          | Clegg's assistant in the Ministry |

## Release en ontvangst
Defence of the Realm ging in première op het Filmfestival van Londen in november 1985.
De film behaalde een score van 100% (5 recensies) op Rotten Tomatoes. Vooral de acteerprestatie van Denholm Elliott werd geprezen. Roger Ebert schreef: "Het acteerwerk is van begin tot eind sterk, maar Elliott is bijzonder effectief. Wat is het toch met deze acteur, die in zoveel verschillende films heeft gespeeld en elke rol zo bijzonder lijkt te maken? Hier moet hij integriteit en gewetensbezwaren suggereren, en dat doet hij bijna alleen al door zijn uiterlijk... Defence of the Realm eindigt somber en cynisch – tenzij je de ietwat gekunstelde epiloog meetelt – via intelligentie en een scherpe, bittere rand." Radio Times gaf de film vier op vijf sterren en schreef: "De rol van de dronken, ervaren verslaggever die zich voor het eerst in een betekenisvol verhaal bevindt, wordt prachtig tot leven gebracht door Denholm Elliott... Gabriel Byrne, als Elliotts ambitieuze jonge collega, is minder effectief, maar de film heeft voldoende spanning en co-ster Greta Scacchi bewijst een waardige medeplichtige te zijn."

## Prijzen
- Denholm Elliott won zijn derde opeenvolgende BAFTA Award voor "Beste acteur in een bijrol".